# Srŏk Preăh Sdéch
Srŏk Preăh Sdéch är ett distrikt i Kambodja.   Det ligger i provinsen Prey Veng, i den södra delen av landet, 70 km sydost om huvudstaden Phnom Penh. Antalet invånare är 106 459.